# IMDb
IMDb (Internet Movie Database, срп. Интернет филмска база података) амерички је веб-сајт који поседује базу података о свим познатијим филмским и телевизијским личностима, филмовима, телевизијским емисијама, серијама, рекламама и видео-играма, премда је најпопуларнији због базе података о филмовима. Интернет гигант Амазон је априла 1998. године купио IMDb, а 2002. године му је проширена функционалност тако што је додат IMDbPro, чије се коришћење наплаћује.
Поред бројних спискова на локацији се налазе спискови 250 најбољих филмова и 100 најлошијих филмова свих времена, а заснивају се искључиво на оценама редовних корисника ове локације. Платформа корисницима пружа још много опција.

## Својства
Насловне странице и странице са талентима IMDb-а су доступне свим корисницима, али само регистровани и пријављени корисници могу слати нови материјал и предлагати измене постојећих уноса. Већину података на сајту пружили су волонтери. Регистровани корисници са доказаним искуством могу да додају и исправљају листе глумаца, заслуге и друге податке. Међутим, додавање и уклањање слика, као и измене наслова, имена глумаца и екипа, имена ликова и сажетака радње подлежу процесу одобравања; ово обично траје између 24 и 72 сата.
Странице корисничких профила приказују датум регистрације корисника и, опционо, њихове личне оцене наслова. Од 2015. могу се додати „беџеви“ које показују број доприноса. Ови беџеви се крећу од укупног доприноса до независних категорија као што су фотографије, тривијалности и биографије. Ако је регистровани корисник или посетилац у индустрији забаве и има IMDb страницу, он може да додаје фотографије преко IMDbPRO.

### Корисничке оцене филмова
Као додатак подацима, IMDb нуди скалу оцењивања која омогућава корисницима да оцењују филмове на скали од један до десет.
IMDb указује да се достављене оцене филтрирају и пондеришу на различите начине како би се добила пондерисана средња вредност која се приказује за сваки филм, серију итд. Наводи се да се филтери користе да би се избегле малверзације гласања; метода није детаљно описана да би се избегли покушаји да се она заобиђе. Последица је да понекад постоји екстремна разлика између пондерисаног просека и аритметичке средине.

#### Рангирање
IMDb Топ 250 је листа од 250 најбоље оцењених филмова, заснована на оценама регистрованих корисника веб странице користећи описане методе. Према подацима из фебруара 2022, The Shawshank Redemption, у режији Френка Дарабонта, је број 1 на листи, а био је на тој позицији од 2008. године. Оцена „Топ 250“ се заснива само на оценама „редовних гласача“. Број гласова који би регистровани корисник морао дати да би се сматрао корисником који редовно гласа се држи у тајности. IMDb је навео да у циљу одржавања ефективности листе 250 најбољих, они „намерно не откривају критеријуме који се користе да би се особа рачунала као редовни гласач“. Поред других пондера, листа Топ 250 филмова се такође заснива на формули пондерисане оцене која се у актуарској науци помиње као формула кредибилитета. Ова ознака настаје јер се сматра да је статистика веродостојнија што је већи број појединачних информација; у овом случају од квалификованих корисника који подносе оцене. Иако садашња формула није објављена, IMDb је првобитно користио следећу формулу за израчунавање њихове пондерисане оцене:
{\displaystyle W={\frac {\ R\cdot v+C\cdot m\ }{v+m}}}
где је:
- W је пондерисани рејтинг;
- R је средња оцена за филм, од 1 до 10;
- v је број гласова за филм;
- m је минимални број гласова који је потребан за уврштавање у Топ 250 (тренутно 25.000); и
- C је средњи број гласова у целом извештају (тренутно 7,0).

Променљива W у овој формули је еквивалентна Бајесовом постериорном просеку (погледајте Бајесову статистику).
IMDb такође има функцију Дно 100 која се формулише путем сличног процеса, иако се мора добити само 10.000 гласова да би се квалификовало за листу.
Листа 250 најбољих обухвата широк спектар дугометражних филмова, укључујући велика издања, култне филмове, независне филмове, хваљене филмове, неме филмове и филмове који нису на енглеском језику. Документарни, кратки филмови и ТВ епизоде тренутно нису укључени.
Од 2015, постоји листа Топ 250 посвећена рангирању телевизијских емисија.

### Референтни поглед
ИМДб је првобитно користио приказе који су у већој мери били засновани на бочним тракама/листама на насловним страницама. Међутим, 2010. године сајт је ажурирао странице тако да су попримиле слободнији изглед и понудио пријављеним корисницима поставку подешавања сајта „напредни приказ“ под називом „Комбиновани приказ“, или се то може урадити на ад хок основи једноставним додавањем /combined на крају URL адресе (нпр. https://www.imdb.com/title/tt2358891/combined), како би корисници могли да изаберу да ли више воле старији метод приказа странице или да помогну у уређивању података.
Године 2017, направљене су неке измене у овом напредном приказу, а поставка је преименована у „Референтни приказ“, којој је такође могуће приступити ад хок једноставним додавањем /reference на крај URL адресе (нпр. https://www.imdb.com/title/tt2358891/reference), са претходним /combined URL адресама направљеним да се повезују са новијим /reference ones.

### Форуми
Почевши од 2001. године, ова интернетска база података филмова је такође одржава огласне табле за сваки наслов (осим, према подацима из 2013. године, ТВ епизода) и унос имена, заједно са преко 140 главних табела. Да би објавило на огласним таблама, корисник је морао да „аутентификује“ свој налог путем мобилног телефона, кредитне картице или тако што је недавно био клијент матичне компаније Amazon.com. Огласне табле су се прошириле последњих година. Soapbox је почео 1999. године као општа огласна табла намењена дебатама о било којој теми. Политички одбор започет 2007. био је огласна табла за дискусију о политици, вестима и актуелним догађајима, као и о историји и економији.
До 20. фебруара 2017. све огласне табле и њихов садржај су трајно уклоњени. Како се наводи на веб-сајту, одлука је донета зато што табле „више нису пружале позитивно, корисно искуство за огромну већину наших више од 250 милиона корисника месечно широм света“, а други су споменули њихову подложност троловању и непријатном опхођењу. Пуковник Нидем је такође поменуо у уносу неколико месеци раније да су огласне табле доносиле мање прихода од реклама и да су њихови чланови чинили само мали део посетилаца веб странице. Оне су биле скупе за одржавање због старости система и застарелог дизајна, што није имало пословног смисла. Одлука да се уклоне огласне табле наишла је на отворене реакције неких корисника и изазвала је онлајн петицију која је прикупила преко 8.000 потписа. У данима који су претходили 20. фебруару 2017. године, Archive.org и MovieChat.org су сачували цео садржај IMDb огласних табли користећи веб скрејпинг. Archive.org и MovieChat.org су објавили архиве IMDb огласне табле, што је легално по доктрини поштене употребе, јер нема утицаја на потенцијално тржиште IMDb-а или вредност дела заштићених ауторским правима.

### IMDbPro
Глумци, екипа и руководиоци индустрије могу да објављују сопствену биографију и постављају своје фотографије уз годишњу чланарину на IMDbPro. IMDbPro може да приступи свако ко је спреман да плати годишњу накнаду од 149,99 УСД. Чланство омогућава кориснику да приступи редоследу рангирања сваке личности у индустрији, као и контакт информацијама агента за било ког глумца, продуцента, редитеља итд. који има IMDb страницу. IMDbPro такође омогућава постојећим глумцима да траже своју страницу са именом. Упис у IMDbPro омогућава члановима који су запослени у индустрији да отпреме снимак главе како би отворили своју страницу, као и да отпреме стотине фотографија у прилогу своје странице. Свако се може регистровати као корисник IMDb-а и допринети сајту, као и да види његов садржај; међутим, они корисници који су уписани у IMDbPro имају већи ниво приступа и привилегије.